# 神王寺 (伊賀市)
神王寺（じんのうじ）は、三重県伊賀市下柘植にある、真言宗豊山派の仏教寺院。山号は大宮山（おおみやさん）、院号は密厳院（みつごんいん）。本尊は薬師如来。

## 歴史
当山の創建時の詳細については、天正9年（1581年）の天正伊賀の乱の兵火による諸堂宇の焼失で不明であるが、快遍上人が伝染病に苦しむ人々のために、大宮山密厳院神王密寺と称し、堂宇を建立し祈願したとされ、また隣接する日置神社の別当職として平宗清の帰依深き祈祷道場でもあったと伝わっている。
天正伊賀の乱の兵火で焼失後、実恵が再興（年代不明）、寛永年間（1624年 - 1643年）に重学が再再興している。当山の僧重学の位牌に、「中興開山、宝永8年（1711年）正月没」と記されており、江戸時代初期の中興と推定できる。その後2度火災に遭うも再建されている。

## 境内
本堂には薬師三尊と、十二神将、大日如来、聖観音、千手観音、子安地蔵、不動明王が安置され、境内仏には役行者と不動明王が祀られている。境内には宝篋印塔と古木の紅梅がある。

## 文化財
- | [icon] | この節の加筆が望まれています。 |

### 伊賀市指定有形文化財
- 鰐口（2口）平成15年（2003年）6月24日指定

### 伊賀市指定天然記念物
- 紅梅　平成7年（1995年）3月20日指定

上記文化財の項目は参照。

## 年中行事
- 1月21日 - 大般若
- 8月21日 - 施餓鬼法要

## 近隣施設
- 道の駅いが
- 余野公園

## アクセス
- JR西日本関西本線柘植駅より西南へ約4km、新堂駅より東へ約2.5km
- 名阪国道下柘植インターチェンジより側道を北東へ約1.4km